# Blackwater and Hawley
Blackwater and Hawley es una parroquia civil del distrito de Hart, en el condado de Hampshire (Inglaterra).

## Geografía
Según la Oficina Nacional de Estadística británica, Blackwater and Hawley tiene una superficie de 15,81 km².

## Demografía
Según el censo de 2001, Blackwater and Hawley tenía 5849 habitantes (55,31% varones, 44,69% mujeres) y una densidad de población de 369,96 hab/km². El 15,75% eran menores de 16 años, el 80,39% tenían entre 16 y 74 y el 3,86% eran mayores de 74. La media de edad era de 36,16 años. Del total de habitantes con 16 o más años, el 38,37% estaban solteros, el 50,85% casados y el 10,78% divorciados o viudos.
El 92,19% de los habitantes eran originarios del Reino Unido. El resto de países europeos englobaban al 2,91% de la población, mientras que el 4,91% había nacido en cualquier otro lugar. Según su grupo étnico, el 96,5% eran blancos, el 0,99% mestizos, el 1,18% asiáticos, el 0,32% negros, el 0,67% chinos y el 0,29% de cualquier otro. El cristianismo era profesado por el 73,82%, el budismo por el 0,22%, el hinduismo por el 0,53%, el judaísmo por el 0,17%, el islam por el 0,55%, el sijismo por el 0,27% y cualquier otra religión por el 0,22%. El 17,1% no eran religiosos y el 7,11% no marcaron ninguna opción en el censo.
3647 habitantes eran económicamente activos, 3581 de ellos (98,19%) empleados y 66 (1,81%) desempleados. Había 2233 hogares con residentes, 41 vacíos y 6 eran alojamientos vacacionales o segundas residencias.